# C. Miller Fisher

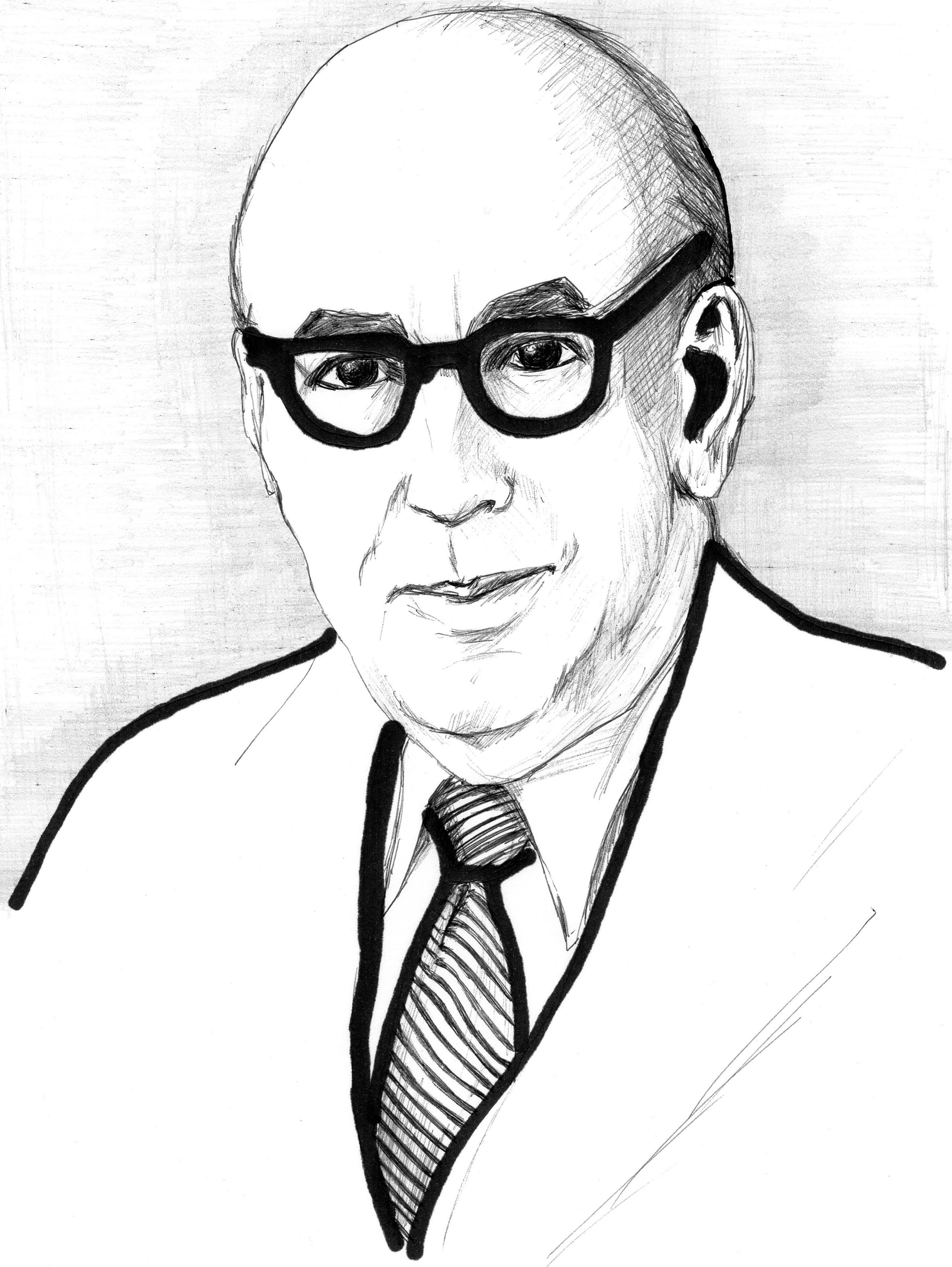

Charles Miller Fisher, normalmente conhecido como C. Miller Fisher (5 de dezembro de 1913, Waterloo, Ontário – 14 de abril de 2012, Albany, Nova York ) foi um neurologista canadiano cujas contribuições notáveis incluem as primeiras descrições detalhadas de derrames lacunares, a identificação de acidentes isquémicos transitórios como precursores de AVC, a identificação da ligação entre a aterosclerose carotídea e o AVC e a descrição de uma forma variante da síndrome de Guillain-Barré nomeada em sua honra.

## Prémios e honras
Em 1952, recebeu o Prémio de Medicina do Royal College of Physicians of Canada e, em 1998, ingressou no Canadian Medical Hall of Fame .